# کونس (شهر اتریش)
کونس (به آلمانی: Kauns) یک منطقهٔ مسکونی در اتریش است که در ناحیه لاندک واقع شده‌است. کونس ۸٫۲۳ کیلومتر مربع مساحت دارد ۱٬۰۵۰ متر بالاتر از سطح دریا واقع شده‌است.